# ハスマースハイム
ハスマースハイム (ドイツ語: Haßmersheim) は、ドイツ連邦共和国バーデン＝ヴュルテンベルク州ネッカー＝オーデンヴァルト郡の町村（以下、本項では便宜上「町」と記述する）。

## 地理

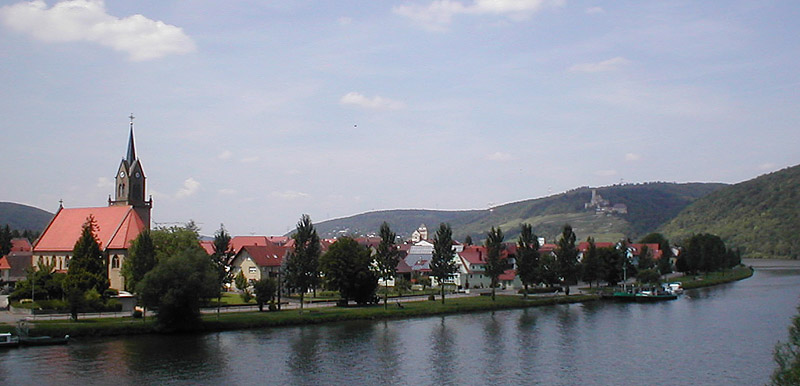
ネッカー川の対岸から見たハスマースハイムの街並み

### 位置
ハスマースハイムは、ネッカー川の渓谷沿い、標高140mから297mに位置する。ネッカー＝オーデンヴァルト郡の外縁部にあり、南はハイルブロン郡と境を接する。

### 自治体の構成
ハスマースハイムは、ハスマースハイム地区自身の他、ホッホハウゼン地区、ネッカーミュールバッハ地区からなる。

## 歴史
ハスマースハイムは、774年6月7日にHasmarsheimとしてロルシュ文書の文書番号2431に初めて記載されている。文書番号2432および2433にも別の寄贈証明書が遺されている。792年12月31日付の文書番号2447には、Asmaresheimの名前が使われている。現在のホッホハウゼン地区、ネッカーミュールバッハ地区は、それぞれ788年、856年に最初の記録が遺されている。
ハスマースハイムは、古くはフランケンのガウ・ヴィンガルタイバ属した。このガウ（行政管理区分）は、976年にヴォルムス聖堂参事会領となった。ハスマースハイムは、ネッカーガウにも属していた時代もある。この村は、1011年に皇帝コンラート2世によって聖堂参事会に寄贈された。
この頃には、ハスマースハイムや、ネッカー川を隔ててこの村と向かい合うホルンベルク城のレーエン主としてラウフェン伯が文献上に登場する。この伯は後に、おそらくはガウの伯となり、この地域のネッカー川の水運を管理した。また、ハスマースハイムあるいはその一部を、たびたびホルンベルク城もしくはその一部とともに譲渡してもいる。1325年のヴァインスベルク家の相続に際し、この村はコンラート5世・フォン・ヴァインスベルクとエンゲルハルト＝コンラート・フォン・ヴァインスベルクに分割された。1330年にはネッカー川の渡しに関して初めて言及されている。1366年4月20日付の皇帝カール4世の文書中に、シュパイアー司教本部がこの地の権利と所領を新たにした記述がある。1411年にドイツ騎士団がこの村を獲得し、1416年には宮中伯オットーがこの村の自分の所領分を売却している。1457年にこの村は、ハンス・フォン・ゲンミンゲンに質入れされるが、彼は1449年には既にグッテンベルク城を有していた。
1474年、ルッツ・ショット・フォン・ショッテンシュタインは、この村をプファルツ選帝侯に奪われた。1504年に息子のコンツ・ショット・フォン・ショッテンシュタインは、家門の所領を奪い返した。その後、この奪い取った所領に関する訴訟にも勝利した。1517年、ゲッツ・フォン・ベルリヒンゲンは、ホルンベルク城と、ハスマースハイム、シュタインバッハおよびネッカーツィンメルンをレーエンとして獲得した。1554年には町長がいたことが分かっている。1555年、プファルツ選帝侯は、 プロテスタントに改宗した。それに伴いハスマースハイムにも、宗教改革がもたらされた。この村はこの後18世紀に到るまで、プファルツ選帝侯が宗旨を変えるたびに、何度も改宗を繰り返すこととなった。
三十年戦争では、この村は何度も荒らされた。特に1622年夏のヴィンプフェンの戦い後には激しい略奪が行われた。1624年ハスマースハイムは、他のネッカー渓谷の町とともに、ハイデルベルクを降伏させたティリー伯軍によって略奪された。1626年と1635年にはペストが猛威を振るった。この村に再び人が定住するようになったのは1660年以降にスイスやシュタイアーマルク地方からの人々が入植してからであった。この結果、この村には様々な宗派（ローマ・カトリック、ルター派、改革派）が入り交じったが、1711年にルター派の教会組織が、1729年には改革派の教会が築かれた。一方、これより以前の1699年にはネッカー川沿いにローマ・カトリックの教会が建てられてもいる。
1792年から1799年のフランス革命戦争の時代には、フランス軍によって略奪が行われた。1813年にはコサック人が数週間にわたりこの町を占領した。1817年には飢饉におそわれた。1824年10月30日、19世紀最悪の洪水災害がこの町を襲い、2件の家屋が流された。1729年に築かれたプロテスタント教会も洪水により甚大な被害を受けた。
この頃、ハスマースハイムは南ドイツ最大の渡し場とみなされていた。1809年にはすでにツンフトが発足していた。1812年には250人の人口に対して、51艘の渡し船があった。1860年には73艘が稼働していた。
1917年から1918年、ハスマースハイムに硫黄精錬工場が建設された。ここでは、ネッカーツィンメルン硫黄採掘場で採掘された硫酸カルシウム鉱石を、軍事上重要な硫黄に精錬していた。この工場は、1919年以降、ヴェルサイユ条約に基づいて大部分が解体された。ハスマースハイムとネッカーツィンメルンを結ぶ橋は残されたが、第二次世界大戦でこれも破壊された。1930年、ハスマースハイムは約1730人の人口があった。1935年にネッカー川は、マンハイムからハイルブロンまでが運河化され、新たなネッカー川水運が幕を開けた。
1972年1月1日にホッホハウゼンが合併し、1月30日にはネッカーミュールバッハが住民投票により合併を決定した。1975年にホッホハウゼンとネッカーミュールバッハを含むハスマースハイムは、ケルバーツハウゼンを含むヒュッフェンハルトとともにハスマースハイム＝ヒュッフェンハルト行政共同体を結成し、本部がハスマースハイムに置かれた。1978年にはハスマースハイムの人口は約4150人になった。1988年、渡し船存続の住民決議が採択された。

### 宗教
プファルツ選帝侯の改宗に伴い、ハスマースハイムには1554年に改革派の信仰がもたらされた。1555年からはルター派、後にカルヴァン主義改革派に転じ、1585年に改革派に、さらに1648年にカルヴァン主義改革派に戻された。1698年からは再び村にカトリック信者が住むようになり、1711年にはプファルツ選帝侯がカトリックに改宗した。この村は2つの宗派で揺れ動き、村の教会は、時に非宗派別教会となった。両宗派の教会はその後、新設された。ハスマースハイムは現在プロテスタントが優勢な町であるが、ローマ・カトリック教会や新使徒派教会の組織もある。

### 町村合併
- 1972年: ホッホハウゼン、ネッカーミュールバッハ

## 行政

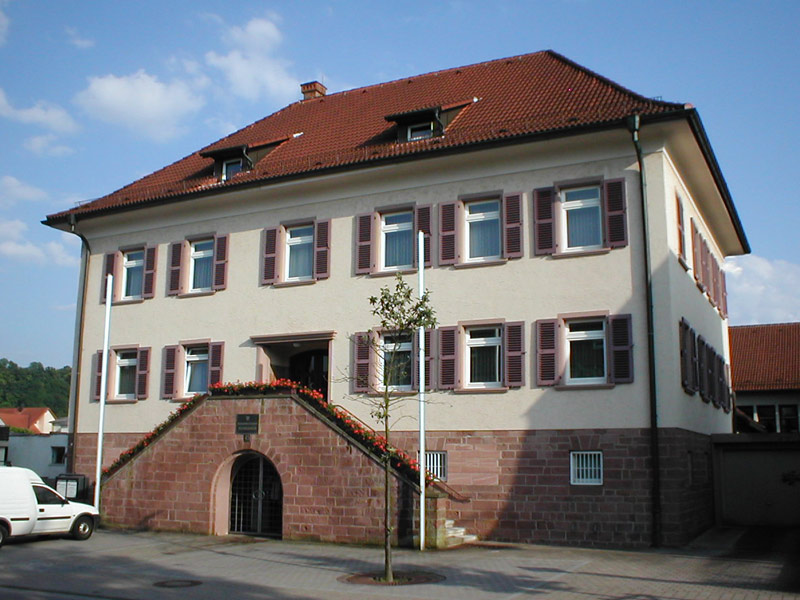
町役場

### 首長
第二次世界大戦後の首長を列記する。
- 1945年 – 1946年: アダム・シュミット
- 1946年 – 1961年: マルティン・シュミット
- 1962年 – 1989年: ノーベルト・アッカーマン
- 1990年 – 2014年: マルクス・ディートリヒ
- 2014年 - : ミヒャエル・ザーロモ

### 議会
ハスマースハイムの議会は17議席からなる。

### 友好都市
- Chartres-de-Bretagne（フランス、イル＝エ＝ヴィレーヌ県）
- オーダーヴィッツ（ドイツ、ザクセン州）

## 経済と社会資本

### 交通

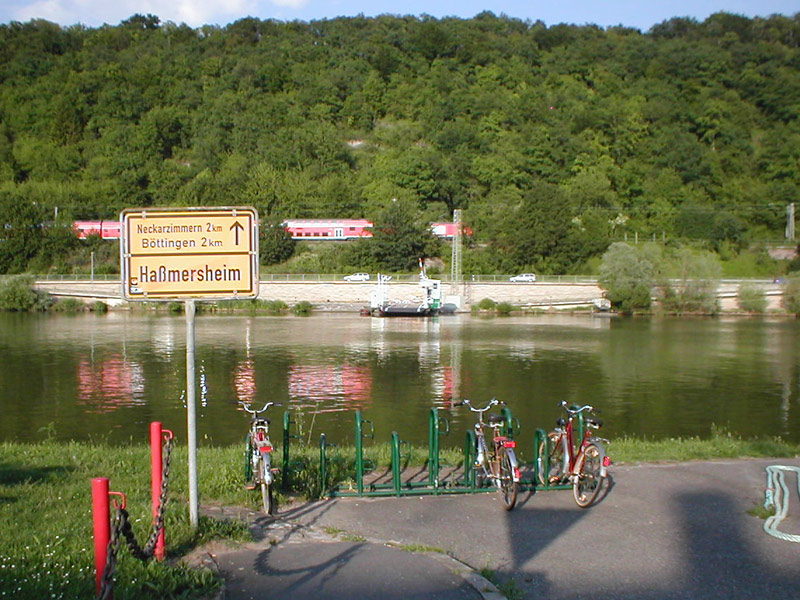
対岸に見えるのがハスマースハイムの駅。渡し船で行く。

ハスマースハイム駅は、町からネッカー川を隔てた向かい側にあり、電動鎖牽引式の渡し船で行くことができる。この駅からはネッカータール鉄道経由で、ハイルブロン＝シュトゥットガルト方面およびネッカーエルツ方面にアクセスできる。
ネッカー川の対岸には連邦道B27号線も走っている。最寄りのアウトバーンのインターチェンジは、A6号線（マンハイム – シュトゥットガルト）のバート・ラッペナウ・インターチェンジで約15kmの距離にある。

### 地元企業
- Motip-Dupli GmbH: スプレー式塗料製造
- Fibro GmbH: ハイルブロンの機械・工具製造業者 Läpple社の子会社
- Fibro - GSA Automation GmbH: 上記Fibro GmbHの子会社

## 文化と見所
ハスマースハイムは多くの見所を持つ古城街道沿いに位置している。

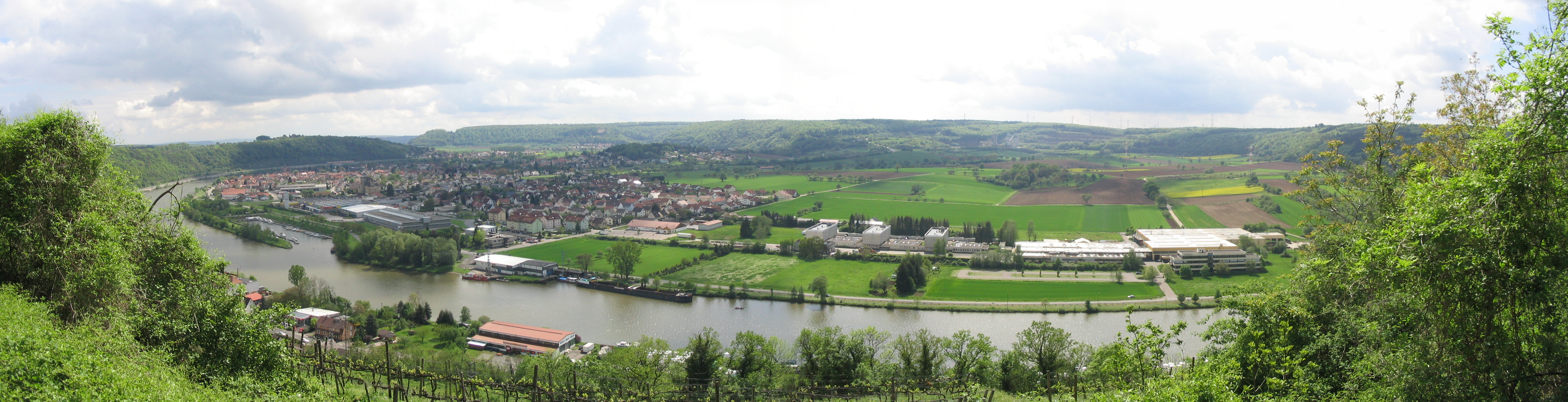
対岸のホルンベルク城からみたハスマースハイムのパノラマ

### 建築

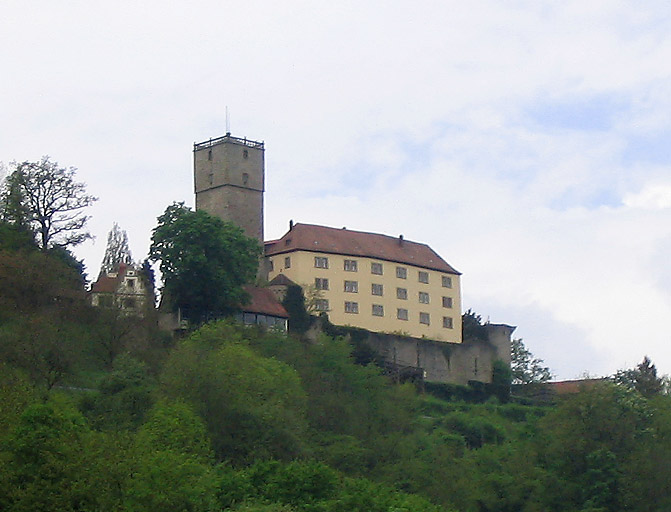
ネッカーミュールバッハ地区にあるグッテンベルク城

- 歴史的な旧町役場は町の中心部に1998年建造の新しい町の泉とともにある。現在の新しい町役場は1939年に建設された。その背後には、町立の体育館兼祝祭ホールがある。
- プロテスタント教会は1829年の建造である。この教会は、ルター派と改革派の教会組織が合併した後に建設された。
- カトリック教会は1882年に建造された。この建物は、以前の古い教会跡の広場に面している。カトリック教会の近くには、古い洪水標がある。司祭館は1756年によって建設された。附属の倉庫は1802年の建築である。
- フリードリヒ学校の校舎は1902年の建築で、この年に治世50周年を祝ったバーデン大公フリードリヒに因んで名付けられた。この学校の近くには、以前プロテスタントの学校であった建物を利用した船の博物館がある。
- 栄誉碑は、両世界大戦で亡くなった人々の祈念碑である。
- 周辺の建物とともにアルコーヴ、バルコニー、胸壁などを見せている旧麦芽製造所は第一次世界大戦時代の建築である。この建物は1917年4月20日から1918年12月4日まで、ハスマースハイム帝国硫黄精錬所に関連してBASFの倉庫として用いられていた。[2]
- 渡し船（最初、ネッカー川が運河化されるまでは綱渡し船、その後鎖牽引式渡し船）は、対岸にある駅との間を結んでいる。
- ハスマースハイムのセメント工場は1856年から60年にFa. Bücker-Flürenbrock AGによって建設された。
- 城の博物館があり鷹狩りショーが行われるグッテンベルク城は、ネッカーミュールバッハ地区にある。

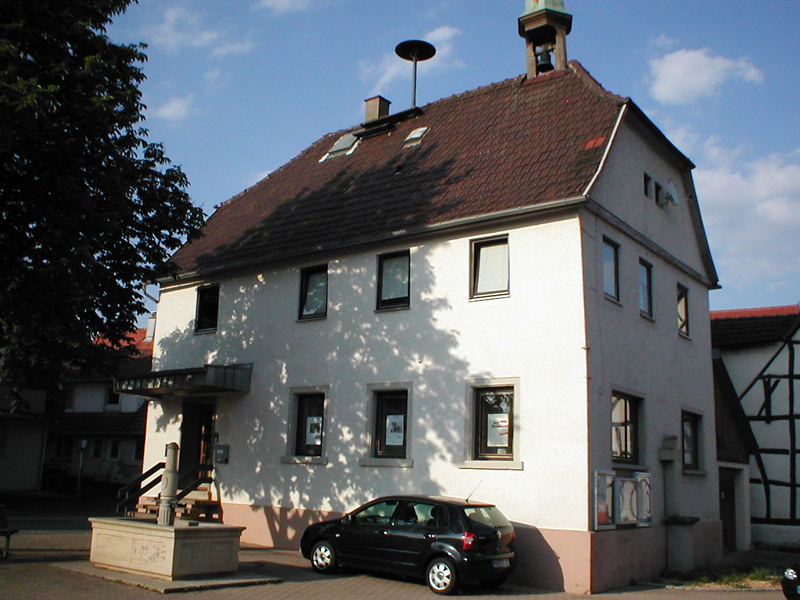
旧町役場
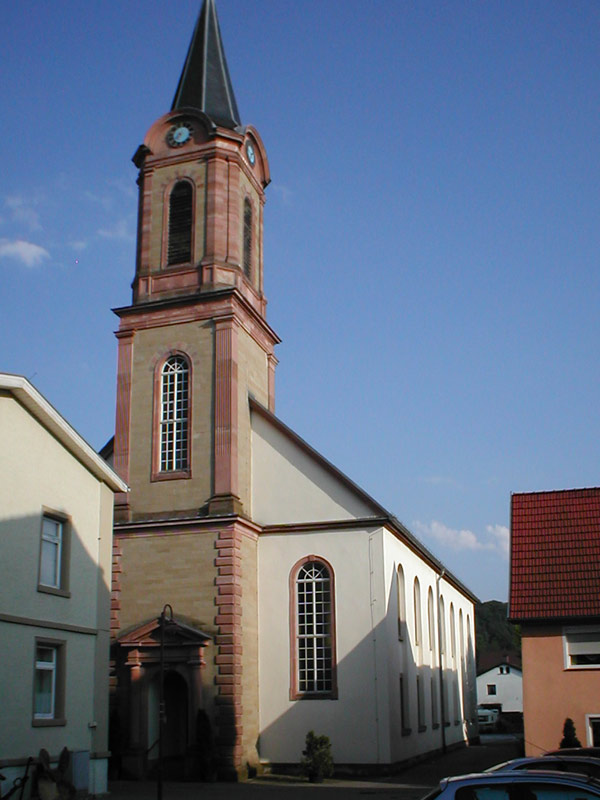
プロテスタント教会
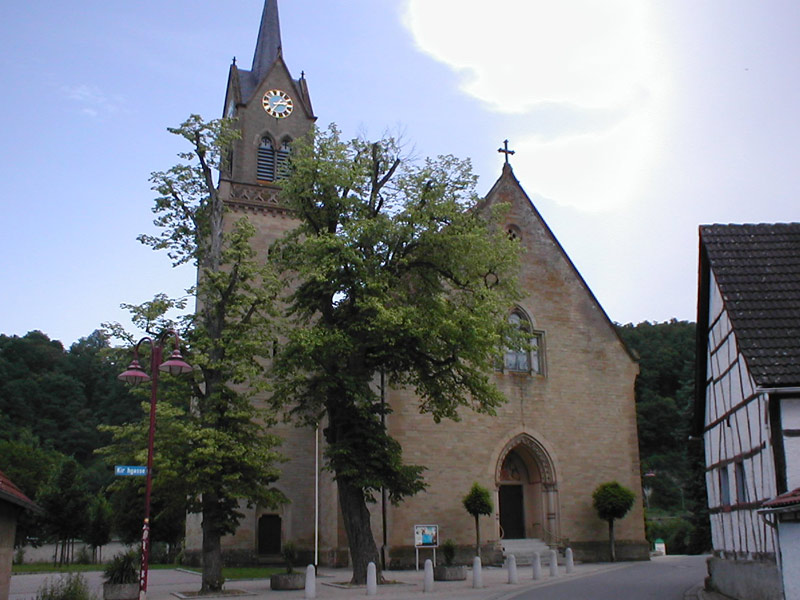
カトリック教会
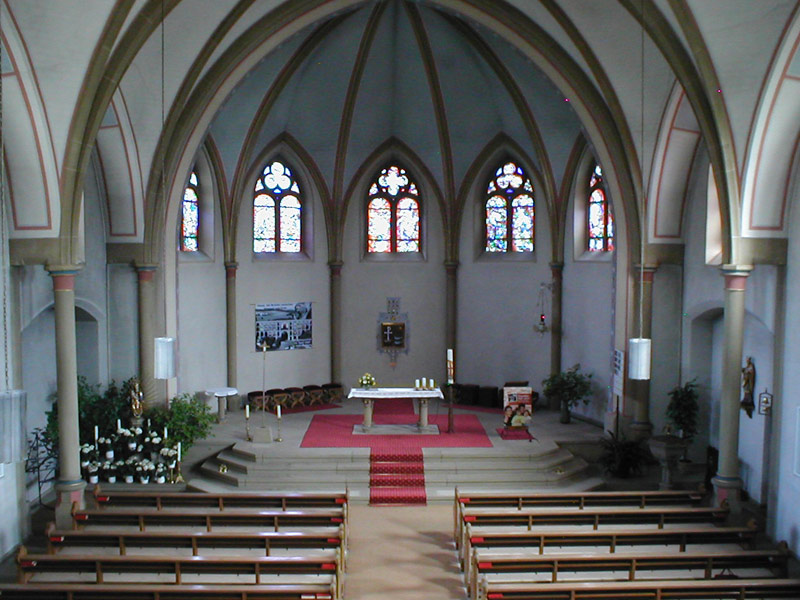
カトリック教会祭壇室
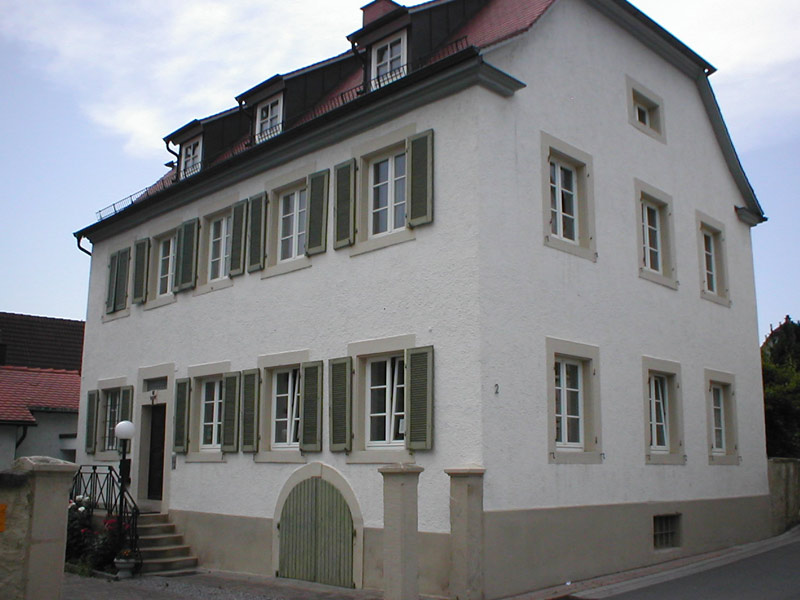
司祭館
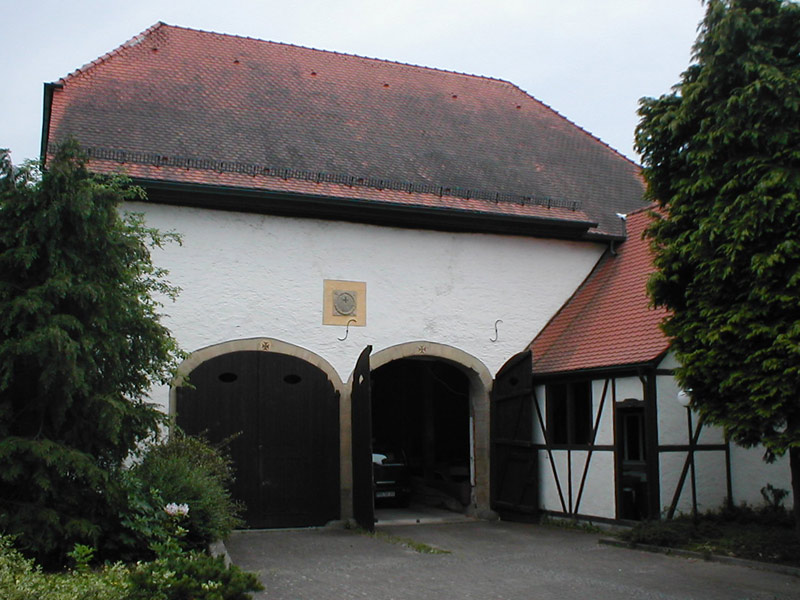
司祭館の附属倉庫
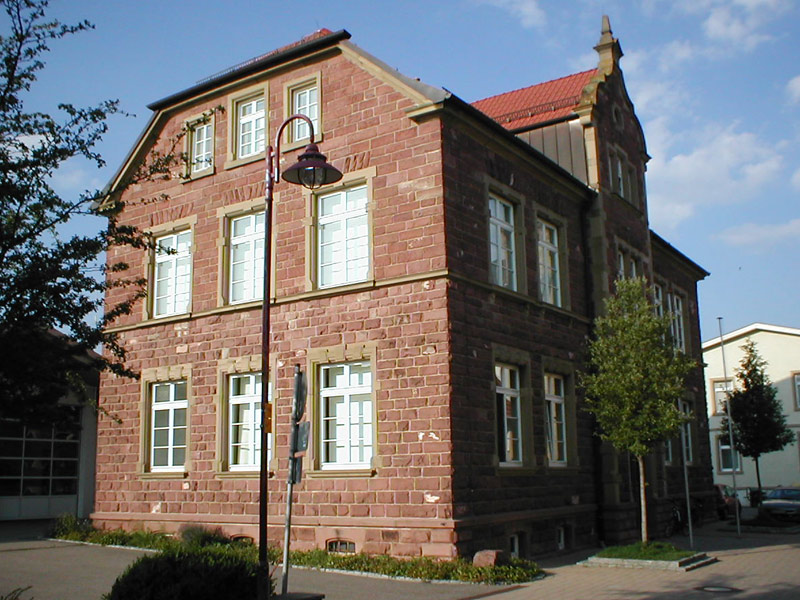
フリードリヒ学校
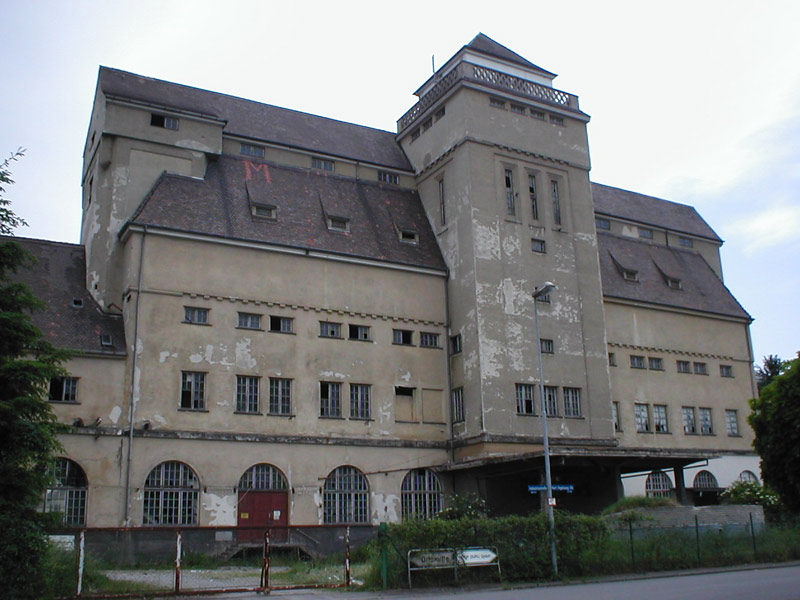
旧麦芽製造所

## 人物

### 出身者
- フリードリヒ・ホイス（1804年 – 1870年）文筆家、工場経営者、1848年革命の活動家で「ネッカーのナポレオン」と呼ばれた。

### その他のゆかりの人物
ドイツ連邦共和国初代大統領のテオドール・ホイスの家族は、ハスマースハイム出身の家柄である。

## 引用
1. ↑  Statistisches Landesamt Baden-Württemberg – Bevölkerung nach Nationalität und Geschlecht am 31. Dezember 2023 (CSV-Datei)
2. ↑  Reichsschwefelwerk Haßmersheim v. Dr. Volker Gierth, Mosbach